# Câmpulung Moldovenesc
Câmpulung Moldovenesc (câmpulung signifiant "long-champ", aussi orthographié Cîmpulung Moldovenesc, allemand: Kimpolung) est une ville du județ de Suceava, Bucovine, Moldavie, située dans le nord-est de la Roumanie. En 2011, elle comptait 16 722 habitants.
Câmpulung Moldovenesc est située sur les rives de la rivière Moldova. Elle fait partie historiquement de la Bucovine (Bucovina), petite micro-région de la Moldavie.

## Histoire
Cette ville et cette région historique ont sans cesse été ballotées depuis le XVIIIe siècle entre Empire Ottoman, Russie, Autriche qui la posséda jusqu'en 1918, et enfin Roumanie.
L'Empire développa grandement le petit bourg en perçant de nouvelles avenues bordées de jolies villas de style autrichien et un grand parc dédié à François Joseph aujourd'hui à peu près totalement détruit. Elle devint une ville touristique avec l'arrivée de la ligne de train Vatra Dornéi/Suceava.

La guerre de 1914/1918 y fut une source de bouleversement avec les déplacements de population, l'avancée des troupes russes puis la défaite de l'Empire qui dut abandonner ce territoire convoité. Des milliers d'habitants souabes, saxons et autrichiens furent chassés.
La réunion de la Bucovine à la Roumanie en 1918 répara pour les Valaques l'injustice de 1775, lorsque le territoire fut annexé par l'Autriche en dépit de l'opposition des autorités moldaves. Elle obligea cependant les autres au départ et mit en place la roumanisation d'une société multiculturelle.

La Bucovine a été coupée en deux lors des accords secrets Ribbentrop/Molotov du 23 août 1939. Le nord et sa capitale Cernauti (Czernowitz en allemand) furent intégrés de for dans l'URSS puis récemment en Ukraine, alors que le sud et Câmpulung Moldovenesc restaient en Roumanie.
La ville fut occupée par les Allemands puis prise par les Russes en 1944. Le château du Roi situé dans la campagne proche à l'Ouest de la cité fut incendié et pillé. En 1948, quelques mois après la proclamation de la république populaire, débute la nationalisation des entreprises et commerces. Une résistance se mit en place et persista dans les obcines jusque dans les années 1960. La période socialiste entraîna un développement industriel rapide, avec la création d'usines de meubles, de produits laitiers, de matériaux de construction, d'installations sidérurgiques, etc.

## Démographie
Avec une population de 16 722 habitants selon le recensement de 2011, Câmpulung Moldovenesc est la quatrième ville du département.

## Économie
Les principaux secteurs d'activité de la ville sont les produits laitiers, le bois, ainsi que le tourisme écologique. Elle est en pleine récession, car la plupart de ses grandes entreprises ont fermé, comme l'usine de chaussures Montana ou les services miniers IPEG. Les autres ne sont plus que les vestiges de l'ère socialiste : laiterie Rarau, filature, usine de meubles de prestige.
Le secteur du tourisme est porteur avec les montagnes qui environnent (Monts Rarau, Gimelau qui dépassent les 1 800 m), la douceur de paysages souvent remarquables fait de vallées verdoyantes et de montagnes arrondies appelées obcine, la gastronomie faite de délicieux fromages ainsi que la préservation de l'écosystème (forêt, ours, loups, eau etc.) encore assez naturel.
Une forte diaspora est partie en Italie. Ne restent souvent que des personnes âgées et des enfants de plus en plus rares.

## Transport
Câmpulung est reliée à Bucarest et à Oradea par un train lent mais direct alors que la route via Bacau au sud ou Cluj Napoca à l'ouest se montre encombrée et en perpétuels travaux depuis vingt ans. La frontière avec l'Ukraine au nord de la circonscription à une trentaine de kilomètres est hélas fermée, privant la ville d'un flux économique qui serait appréciable.

## Tourisme
Autour de la ville ont été érigés plusieurs monastères orthodoxes au XVIe siècle avec de magnifiques peintures iconographiques en forme de fresques tels Sucevitsa, Moldovitsa ou Voronets. La tradition des œufs peints pour Pâques est en train de s'effacer tout doucement mais il est encore temps de les admirer comme culture populaire vivante.
La cité conserve encore quelques traces de son passé autrichien avec quelques belles villas, des espaces verts et des bâtiments officiels de style impérial.